# MI15
Le MI15 (pour Military Intelligence section 15, en français section no 15 du renseignement militaire), aujourd'hui disparue, était un département de la Direction du renseignement militaire, qui fait partie du Bureau de la Guerre britannique. Il fut créé en 1942 pour gérer la photographie aérienne (à comparer au MI4). En 1943, cette fonction fut transférée au ministère de l'air et le MI15 devint responsable de la coordination des renseignements sur les installations anti-aériennes ennemies.